# Ngâu đỏ
Gội quả đỏ hay còn có tên ngâu đỏ, ngâu trái to (danh pháp khoa học: Aglaia macrocarpa) là một loài thực vật thuộc họ Meliaceae. Loài này có ở Brunei, Indonesia, Malaysia, Singapore, Thái Lan, Việt Nam, và có thể cả Philippines.